# チャイカ駅 (ウラジオストク)
チャイカ駅 (チャイカえき、ロシア語:Чайка) は、ロシア沿海地方ウラジオストクソヴェツキー地区にある、ロシア鉄道の駅。シベリア鉄道上の駅で、エレクトリーチカ（近郊列車）のみ停車する。

## 歴史
- 1929年 - プラットホーム開設[1]。
- 1962年 - 電化[2]。

## 駅構造
相対式ホーム2面2線の地上駅。両ホーム間の移動はウスリースク方の構内踏切を経由する。

### のりば
| ホーム | 列車             | 行先                                                       | 備考 |
| ------ | ---------------- | ---------------------------------------------------------- | ---- |
| 1      | エレクトリーチカ | ウスリースク・スパッスク＝ダリニー・チハオケアンスカヤ方面 |      |
| 2      | エレクトリーチカ | ウラジオストク方面                                         |      |

## 駅周辺
- 海洋生物学研究所(Институт Биологии Моря)

## 隣の駅
ロシア鉄道
シベリア鉄道
エレクトリーチカ（各駅停車）
セダンカ駅 - チャイカ駅 - フタラヤ・レーチカ駅